# Aicha Kindia
Ne doit pas être confondu avec Aïcha Fofana.
Pour les articles homonymes, voir Fofana.
Aicha Kindia, de son vrai nom Aissata Fofana, est une artiste, chanteuse guinéenne,.

## Carrière musicale
Aicha Kindia, originaire de Dabola mais ayant grandi à Kindia, elle a commencé sa carrière musicale en 2016 dans les mariages et cabaret de Conakry, amoureuse de la musique depuis toute petite, elle est mise devant la scène lors des soirées nocturnes (podha en poular) par des musiciens guinéens notamment Mic Paraya ou encore Thierno Mamadou Bah. Sans maison de production, elle fait sortir Soudotako en 2019, mi soussata en 2020 et ma vie en 2021.
En 2019, Aicha Kindia et AJ font le Podha Tour en Europe. En novembre 2021, Aicha Kindia fait un don de kits scolaires à l'orphelinat la Voix des Sans Voix à Conakry, et le 05 mars 2022, elle organise son premier concert au Belvédère à Conakry,.
En mars 2023, Aicha Kindia se rend au chevet des malades de l’hôpital Donka pour leur apporter son soutien.

## Tournées nationale et internationale
Aicha Kindia a participé des tournées musicales dans des pays du continent africain et de l'Europe.
- 2017 : concert d'Azaya au stade Iba-Mar Diop de Dakar.
- 2019 : concert en Gambie[13]
- 2022 : concert à Bruxelles

## Single
- 2023: Foulamousso[14]
- 2023 : On gorko[15],[16]
- 2023 : Wadhou Mein Hiya[17],[18],[19]
- 2022 : Baby feat A2 Di Fulani[20],[21].
- 2022 : Simo welanmi[22],[23]
- 2021 : Ma vie
- 2020 : Jalousie
- 2020 : Mi soussata feat Lévi Bobo[24]
- 2020 : Djokouhajouma
- 2020 : Bonna houlaa
- 2020 : wikis soulinta
- 2019 : Soudhotako
- 2017 : Si mi yidhima feat Habib Fatako[25]

## Collaborations
Aicha Kindia participe aux projets de Meurs Libre Prod sur la musique La Guinée notre paradis au cote de Binta Laly Sow, Azaya, Djelikaba Bintou, Deeg J Force 3, Alifa, Ans-T Crazy, Fish killer et Antoine Flingo.

## Prix et distinctions
- 2022 : Nommée aux Victoires de la musique guinéenne (VDMG) dans la catégorie meilleure artiste féminine de l'année[27],[28],[29].